# Forcipomyia regulus
Forcipomyia regulus är en tvåvingeart som först beskrevs av Johannes Winnertz 1852.  Forcipomyia regulus ingår i släktet Forcipomyia och familjen svidknott. Inga underarter finns listade i Catalogue of Life.